# Objeto Thorne-Żytkow
Un objeto Thorne-Żytkow (TŻO o TZO) es un tipo de estrella donde una gigante roja o supergigante roja contiene una estrella de neutrones en su núcleo como resultado de la colisión entre ambas estrellas. Este es un objeto hipotético propuesto por Kip Thorne y Anna Żytkow en un artículo publicado por The Astrophysical Journal en el año 1977. El resumen del artículo dice:
"Se están investigando los posibles estados de equilibrio en una estrella formada por una cubierta de materia no degenerada que rodea un núcleo de neutrones degenerados. Se considera que los modelos estelares de la teoría general de la relatividad son esféricamente simétricos, no giratorios, desprovistos de campos magnéticos y de lenta evolución. Se han delineado y se encuentran bajo análisis tres regiones interiores.
Se presentan modelos numéricos correspondientes a gigantes rojas y supergigantes rojas en los que la difusa cubierta exterior se encuentra separada del núcleo compacto por una delgada capa o "halo" (alrededor de 40 metros de espesor) cuasi isotérmico, donde se produce toda la energía gravitacional liberada. Se consideran las características observables de los modelos junto con su estabilidad y evolución.."
En 2014 fue descubierto que la estrella HV2112 era una gran candidata a caer dentro de esta clasificación, pero en 2018, después de estudiarla detalladamente, se catalogó como una estrella de la rama asintótica gigante, pero encaja mejor en la categoría de supergigante roja.

## Formación
Un objeto Thorne-Żytkow se forma cuando una estrella de neutrones colisiona con una estrella, por lo general una gigante roja o una super gigante roja. Los objetos que colisionan pueden ser simplemente estrellas vagabundas. Es probable que esto sólo ocurra en el hacinamiento de un cúmulo globular.
Por otra parte, la estrella de neutrones puede formarse en un sistema binario después de que una de las estrellas explota como supernova.
Debido a que ninguna explosión de supernova es perfectamente simétrica, y porque la energía de enlace entre las componentes del sistema binario varía con la pérdida de masa en la explosión de la supernova, la estrella de neutrones verá modificada su velocidad relativa a su órbita original.
Esta variación puede causar que su nueva órbita sea tal que termine intersectando a su compañera, o, si su compañera es una estrella de la secuencia principal, sea engullida cuando esta evolucione hasta convertirse en una gigante roja.
Una vez que la estrella de neutrones entra en la gigante roja, el arrastre entre la estrella de neutrones y las difusas capas externas de la gigante roja provoca que las órbitas del sistema binario decaigan y que la estrella de neutrones y el núcleo de la gigante roja se acerquen en espiral uno hacia el otro. Dependiendo de su separación inicial, este proceso puede tomar cientos de años.
Cuando finalmente colisionan, la estrella de neutrones y el núcleo de la gigante roja se unen y si la masa combinada excede el límite de límite de Tolman-Oppenheimer-Volkoff, pueden colapsar en un agujero negro, dando como resultado una explosión de supernova que dispersa las capas exteriores de la estrella. De lo contrario, ambos (estrella de neutrones y núcleo estelar) se fusionarán en una sola estrella de neutrones. [cita requerida]
Si el sistema binario original estaba formado por una estrella de neutrones y una enana blanca, el resultado de la unión formaría un objeto Thorne-Żytkow con las propiedades de una estrella variable R Coronae Borealis.

## Propiedades
La superficie de una estrella de neutrones es muy caliente y su temperatura llega a sobrepasar los 109 K (más caliente que el núcleo de cualquier estrella menos las más masivas). Este calor está producido por la fusión nuclear en el gas de acreción o por la compresión del gas debida la gravedad de la estrella de neutrones.
Debido a las altas temperaturas pueden llevarse a cabo procesos nucleares inusuales a medida que las capas externas de la gigante roja caen hacia la superficie de la estrella de neutrones. El hidrógeno puede fusionarse para producir una mezcla de isótopos diferente a la observada en la nucleosíntesis estelar ordinaria, y algunos astrónomos han propuesto que los procesos de captura rápida de protones que ocurren en los pulsos de rayos x, también ocurren dentro de los objetos Thorne-Żytkow.
Observacionalmente, un objeto Thorne-Żytkow puede asemejarse a una supergigante roja o, si es lo suficientemente caliente como para expulsar las capas superficiales ricas en hidrógeno, a una estrella de Wolf-Rayet (tipo WN8) rica en nitrógeno.

## Disolución
Se ha teorizado que la evolución de un objeto de Thorne-Żytkow daría como resultado una estrellas de neutrones con un disco de acreción muy masivo. Estas estrellas de neutrones pueden formar parte de los pulsars ailados que cuentan con un disco de acreción. Otra de las posibilidades es que el disco de acreción colapse en una estrella que se convertiría en la compañera de la estrella de neutrones, aunque también podría darse el caso en el que el material del disco de acreción termine siendo absorbido por la estrella de neutrones y que esta colapse en un agujero negro.

## Observación histórica
Durante 2014 se ha observado que la estrella HV 2112, el candidato más reciente, tienen algunas propiedades inusuales que sugieren que puede ser un objeto de Thorne-Żytkow.
El equipo que hizo este descubrimiento han señalado que HV 2112 muestra algunas características químicas que no coinciden con los modelos teóricos, pero hacen hincapié en que las predicciones teóricas para un objeto de Thorne-Żytkow son algo antiguas y que se han hecho mejoras desde que fueron conceptualizados originalmente.

## Lista de candidatos a objeto TZ
| Candidato a OTZ | Ascensión Recta   | Declinación  | Ubicación                  | Descubrimiento | Notas | Ref.  |
| --------------- | ----------------- | ------------ | -------------------------- | -------------- | --- | ----- |
| HV 2112         | 01 h 10 m 03.87 s | -72°36′52.6″ | Pequeña Nube de Magallanes | 2014           | Anteriormente se catalogó a esta estrella como una estrella de la rama asintótica gigante, pero encaja mejor en la categoría de supergigante roja. |       |
| U Aquarii       | 22 h 03 m 19.69 s | -16°37′35.2″ | Acuario                    | 1999           | Esta estrella fue catalogada como una variable R Coronae Borealis.                                                                                 | [ 4 ] |
| VZ Sagittarii   | 18 h 15 m 08.58 s | -29°42′29.6″ | Sagitario                  | 1999           | Esta estrella fue catalogada como una variable R Coronae Borealis.                                                                                 | [ 4 ] |

## Lista de excandidatos a OTZ
| Excandidato a OTZ | Ascensión Recta   | Declinación  | Ubicación | Descubrimiento | Notas                                                                                                  | Ref.   |
| ----------------- | ----------------- | ------------ | --------- | -------------- | --- | ------ |
| GRO J1655-40      | 16 h 54 m 00.14 s | -39°50′44.9″ | Escorpio  | 1995           | Hay una hipótesis de que tanto la estrella como el agujero negro que la acompaña fueron un objeto TŻO. | [ 10 ] |